# SS Barletta Calcio
Barletta Calcio is een Italiaanse voetbalclub uit Barletta die speelt in de Prima Divisione B. De club werd opgericht in 1922 en in 1995 heropgericht.

## Bekende (oud-)spelers
- Massimo Margiotta
- Vojtech Schulmeister